# Tank and the Bangas
Tank and the Bangas est un groupe musical américain basé à La Nouvelle-Orléans en Louisiane, aux États-Unis. En 2017 ils remportent le concours Tiny Desk 2017 de la radio NPR et en novembre 2019 ils sont nommés dans la catégorie du meilleur nouvel artiste pour les Grammy Awards 2020. 

## Formation

### Origine du groupe
Les membres de Tank and the Bangas se sont rencontrés à un spectacle de scène ouverte de la Nouvelle-Orléans appelé Liberation Lounge au Blackstar Cafe and Books maintenant fermé dans le quartier Algiers de la Nouvelle-Orléans. Le groupe s'est formé en 2011. 

### Membres du groupe
Le groupe a été fondé et est dirigé par Tarriona Tank Ball en tant que chanteuse principale. Ball s'est d'abord fait connaître comme poète slameuse. Le groupe est composé de Joshua Johnson à la batterie et à la direction musicale, Norman Spence à la basse et au synthé, Merell Burkett Jr. au clavier et Albert Allenback au saxophone alto et à la flûte,.  
Les autres contributeurs actifs incluent Jonathan Johnson à la basse, Anjelika Jelly Joseph au chant, Etienne Stoufflet au saxophone ténor et Danny Abel à la guitare,. 
Les anciens membres du groupe incluent Joe Johnson au clavier, qui joue maintenant avec le groupe de jazz-fusion Slugger de la Nouvelle-Orléans,ainsi que la choriste Kayla Buggage,. Le guitariste Keenan McRae et la percussionniste Nita Bailey étaient également membres originaux du groupe et figurent sur leur premier album. 

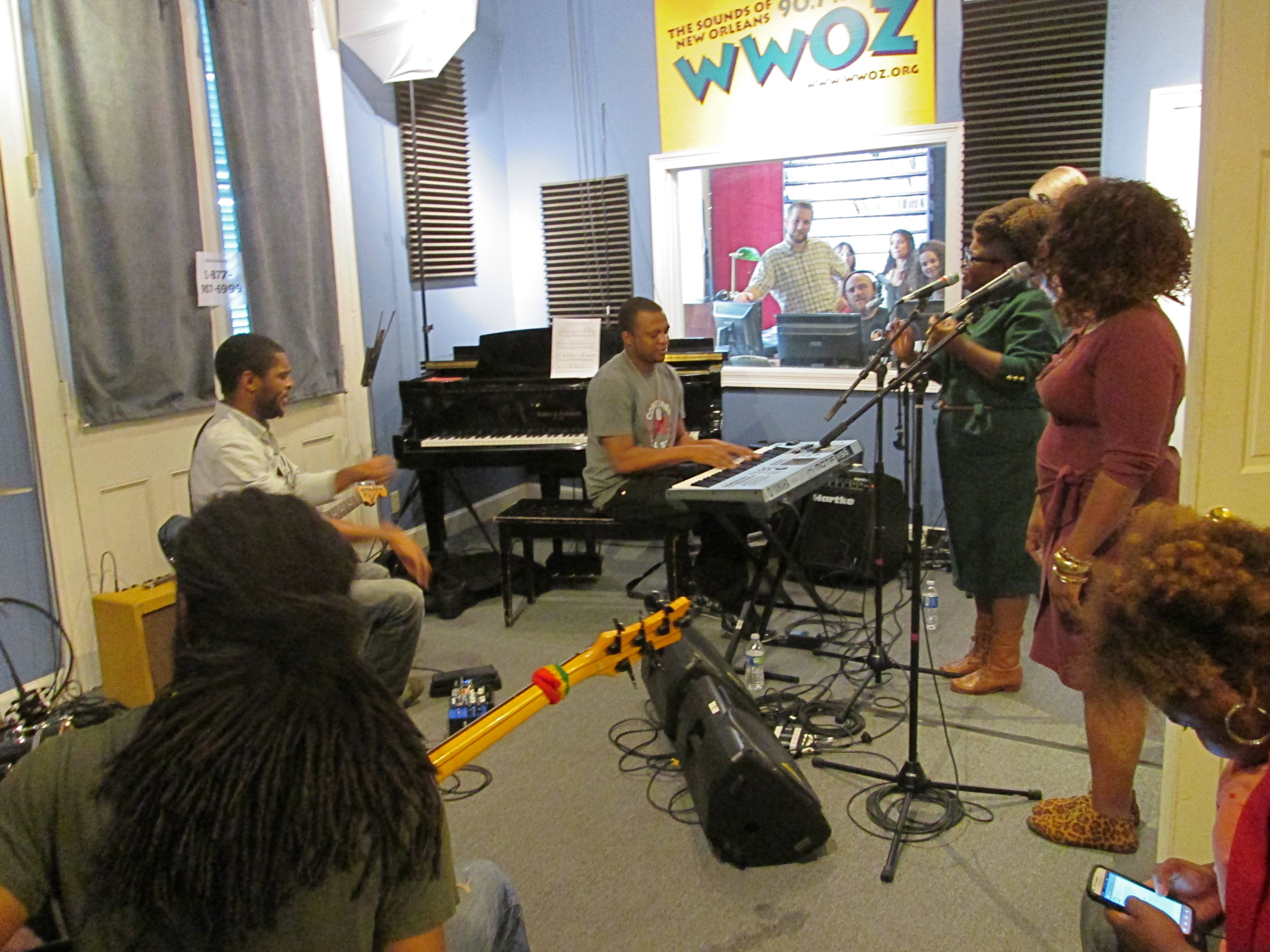
Tank et les Bangas en direct à la station de radio de la Nouvelle-Orléans WWOZ en 2013

Dans The Washingtonian, Heather Rudow a décrit le travail du groupe comme « une fusion vivante de funk, soul, hip-hop, rock et de spoken word ». S'adressant au Times-Picayune, les musiciens du groupe ont mentionné une variété de genres auxquels ils s'identifient, notamment le rock, le folk, le gospel et selon l'invention d'Anjelika Jelly Joseph, le Soulful Disney. En plus de Disney, Ball a indiqué que le groupe puise ses influences dans les anime en termes de  sensibilité enfantine et magique.  
Dans le Financial Times, Joshua David Stein a déclaré : « Tank and the Bangas ne sont pas conformes aux stéréotypes du jazz ressassés dans les halls des hôtels de congrès ou dans la rue de Frenchman Street. C'est la Nouvelle-Orléans, mais c'est la Nouvelle-Orléans de maintenant ».

## Accueil du public
Dans The Village Voice, Rajul Punjabi a décrit le premier album du groupe nommé ThinkTank comme «sincère et éclectique. La voix de Ball est forte et polyvalente - comme une marque de son enfance où elle fréquentait l'église - et elle lie à la fois mélodies douces et ondulations vocales de grande envergure qui rappellent la complexité de la voix de Nicki Minaj. Lorsqu'on évoque cette comparaison, elle rétorque avec humour : « Je faisais ça avant qu'elle soit connue ».   

## Radio NPR
Bob Boilen, co-présentateur d'All Songs Considered sur la radio NPR, justifie la victoire de Tank and the Bangas au concours Tiny Desk de 2017 pour leur chanson Quick en expliquant : « Ce qui m'a séduit dans la performance du groupe sur la chanson Quick ce sont les interactions entre la chanteuse principale Tarriona Tank Ball et les autres membres du groupe et la façon dont ils semblaient se surprendre les uns les autres. Tout semblait si organique et instantané »  .  
Le juré Trey Anastasio de Phish a déclaré : « J'ai immédiatement adoré cela... Tank est une force de la nature, pleine de joie - et son groupe déchire en arrière-plan ». L'histoire de l'évolution de la voix de Tank a été couverte dans un épisode de l'émission de radio World Cafe sur les artistes incontournables et émergents. 

## Discographie
Albums studio
- Thinktank (2013)
- Green Balloon (2019)

Albums live
- The Big Bang Theory: Live at Gasa Gasa (2014)
- Live Vibes (2018)
- Live Vibes 2 (2019)

Singles
- Rythm of Life (2013)
- Quick (2017)
- Smoke.Netflix.Chill (2018)
- Spaceships (2018)
- Ants (2019)
- Nice Things (2019)[15]

Leur chanson Oh Heart a figuré au générique de fin de l'épisode Ruthie de la série BoJack Horseman. 

## Récompenses
- Meilleur artiste de l'année de la Nouvelle-Orléans RAWards 2014 [16]
- Prix de l'artiste émergent du magazine Offbeat 2014 [17],[18]
- Gagnants du concours Afropunk Festival 2016 [19]
- Gagnant du concours NPR Tiny Desk 2017 [13]